# Ricardo Acuña
Ricardo Acuña, född den 13 januari 1958 i Santiago de Chile, är en chilensk före detta tennisspelare som vann tre dubbeltitlar under sin karriär. Hans bästa ranking var 47 i singel och 45 i dubbel.
Efter sin tävlingskarriär har han arbetat både som assisterande direktör och tennisdirektör vid ATP:s huvudkontor i Ponte Vedra Beach. Han är sedan 1997 landslagsledare för Amerikanska tennisförbundet.